# Earle Brown
Earle Brown   (Lunenburg, 26 de desembre de 1926 - Rye, 2 de juliol de 2002) va ser un compositor nord-americà que va establir els seus propis sistemes formals i notacionals.
Brown va ser el creador de forma oberta, un estil de construcció musical que ha influït en molts compositors des de llavors, sobretot en l'escena del centre de Nova York dels anys vuitanta (vegeu John Zorn) i generacions de compositors més joves.
Entre les seves obres més famoses hi ha el Desembre de 1952, una partitura totalment gràfica, i les peces de forma oberta Formes disponibles I i II, Centratge, i Seccions transversals i camps de color. Va rebre el premi John Cage de la "Foundation for Contemporary Arts" (1998).

## Biografia
Brown va néixer a Lunenburg, Massachusetts, i es va dedicar primer a tocar jazz. Inicialment es va plantejar una carrera en enginyeria i es va matricular en enginyeria i matemàtiques a la "Northeastern University" (1944-1945). Es va allistar a la Força Aèria dels Estats Units el 1945. No obstant això, la guerra va acabar mentre encara estava en formació bàsica i va ser destinat a la banda de la base de Randolph Field, Texas, on tocava la trompeta. La banda incloïa el saxofonista Zoot Sims. Entre 1946 i 1950 va ser estudiant a la "Schillinger House" de Boston, que ara és el "Berklee College of Music". Brown tenia estudis privats de trompeta i composició. Després de graduar-se, es va traslladar a Denver per ensenyar tècniques a la "Schillinger". John Cage va convidar Brown a deixar Denver i acompanyar-lo al Projecte de música per a cinta magnètica a Nova York. Brown va ser editor i enginyer de gravació de "Capitol Records" (1955/60) i productor de "Time-Mainstream Records" (1960–73).
El contacte de Brown amb Cage va exposar David Tudor a algunes de les primeres obres de piano de Brown, i aquesta connexió va provocar que el treball de Brown es representés a Darmstadt i Donaueschingen. Compositors com Pierre Boulez i Bruno Maderna van promoure la seva música, que posteriorment es va fer més àmpliament interpretada i publicada.
Brown es considera membre de l'Escola de compositors de Nova York, juntament amb John Cage, Morton Feldman i Christian Wolff. Brown va citar als artistes visuals Alexander Calder i Jackson Pollock com a dues de les principals influències del seu treball. També es va inspirar en l'autor, Gertrude Stein, i en molts artistes que coneixia personalment, com Max Ernst i Robert Rauschenberg.
Brown es va casar primer amb la ballarina Carolyn Brown, que va ballar amb Merce Cunningham des de la dècada de 1950 fins a la dècada de 1970, i després amb la comissària d'art Susan Sollins. Earle Brown va morir el 2002 de càncer a Rye, Nova York, Estats Units.

## Formulari obert
- podeu veure Música aleatòria

Una gran part del treball de Brown es compon de mòduls fixos (tot i que sovint inclouen mescles idiosincràtiques de notació), però es deixa lliure l'ordre que el conductor pot escollir durant la interpretació. El material es divideix en "esdeveniments" numerats en una sèrie de "pàgines". El conductor fa servir un cartell per indicar la pàgina i, amb la mà esquerra, indica quin esdeveniment es realitzarà, mentre que la mà dreta dona un descens per començar. La velocitat i la intensitat del descens suggereixen el tempo i la dinàmica.
La primera peça de forma oberta de Brown, Vint-i-cinc pàgines, era de 25 pàgines sense lligar, i demanava entre un i 25 pianistes. La partitura va permetre als intèrprets organitzar les pàgines en l'ordre que consideressin oportú. A més, les pàgines es van notar simètricament i sense claus de manera que l'orientació superior i inferior era reversible.
Mitjançant aquest procediment, no hi ha dues interpretacions d'una partitura oberta de forma oberta de Brown, però cada peça conserva una identitat singular i les seves obres presenten una gran varietat d'obres a obres. Brown es relaciona el seu treball en forma oberta a una combinació dAlexander Calder escultures mòbils (Mòbil (escultura)) i la presa de decisions espontània utilitzat en la creació de quadres d'acció de Jackson Pollock.

## Notació
Tot i que Brown va anotar amb precisió composicions al llarg de la seva carrera mitjançant la notació tradicional, també va ser un inventor i primer practicant de diverses notacions innovadores. A Vint-i-cinc pàgines, i en altres treballs, Brown va utilitzar el que ell anomenava "notació temporal" o "notació proporcional" on els ritmes s'indicaven per la seva longitud horitzontal i la seva posició en relació els uns amb els altres i s'interpretaven amb flexibilitat. No obstant això, pels Mòduls I i II (1966), Brown utilitzava més sovint caps de notes sense tija que podrien interpretar-se amb una flexibilitat encara més gran.
El 1959, amb Hodograph I, Brown va esbossar el contorn i el personatge de manera abstracta en el que va anomenar "àrees implícites" de la peça. Aquest estil gràfic era més gestual i cal·ligràfic que l'abstracció geomètrica del Desembre de 1952. Començant amb els Formularis disponibles I, Brown va utilitzar aquesta notació gràfica al personal en algunes seccions de la partitura.

## Desembre de 1952 i FOLIO
El Desembre de 1952 és potser la partitura més famosa de Brown. Forma part d'un conjunt més gran de música notada inusualment anomenada FOLIO. Tot i que històricament aquesta col·lecció es mal interpreta com a sortida del no-res, la notació musical ha existit de moltes formes, tant com a mecanisme de creació com d'anàlisi. Brown va estudiar el que ara s'anomena Música Antiga, que tenia els seus propis sistemes de notació, i va ser estudiant del Sistema Schillinger, que va utilitzar gairebé exclusivament mètodes gràfics per descriure música. Des d'aquesta perspectiva, FOLIO era una connexió inspirada, però lògica, especialment per a un nord-est que va créixer tocant i improvisant jazz.
El desembre de 1952 consisteix purament en línies horitzontals i verticals d'amplada variable, repartides per la pàgina; és una peça de referència en la història de la notació gràfica de la música. El paper de l'intèrpret és interpretar la partitura visualment i traduir la informació gràfica a la música. En les notes de Brown sobre l'obra, fins i tot suggereix que es consideri aquest espai 2D com 3D i que s'imagini movent-se per ell. La resta de peces de la col·lecció no són tan abstractes. Segons les dates de les partitures, Brown va escriure el desembre de 1952 i després va tornar cap a formes de notació que contenen informació musical més específica.

## Altres activitats
- Fromm Music Foundation: codirector del 1984 al 1989. Encàrrec de noves obres de Henry Brant, Luciano Berio, John Cage, Ornette Coleman, David Lang, Alvin Lucier, Tod Machover, Steve Mackey, Steve Reich, William Susman, James Tenney i Joan Torre.
- American Music Center: president del 1986 al 1989.
- Time- Mainstream: Director del repertori d'enregistraments de música nova entre 1960 i 1973. Va supervisar els enregistraments d'obres de la discogràfica de 49 compositors de 16 països, entre ells Ives, Cage, Nono, Maderna, Stockhausen, Luciano Berio i Iannis Xenakis i el primer anunci enregistraments de Scelsi, Wolff i Bussotti.[5] Wergo ha reeditat els 18 enregistraments en sis platós.[6]
- Compositor en residència o professor visitant a: California Institute of the Arts, UC Berkeley, Peabody Conservatory, Rotterdam Kunststichting, Basel Conservatory of Music, Yale University, Indiana University, Harvard University, American Academy in Rome, Aspen, Hochschule fur Musik, Universitat de Cincinnati i Tanglewood.[7]
- Estudiants destacats: Joe Jones, Paul Dresher, Michael Daugherty, Sarah Meneely Kyder, George Brunner.